# John Sutcliffe
John Sutcliffe (död 1987) var en brittisk modeskapare och fotograf. Han är känd för att ha formgivit kläder som använts i tv-serien The Avengers.
Sutcliffe startade fetishmagasinet AtomAge. Hans arbete var en inspiration för Malcolm McLaren och Vivienne Westwoods butik Sex.